# Bathytoma viabrunnea
Bathytoma viabrunnea är en snäckart som först beskrevs av Dall 1889.  Bathytoma viabrunnea ingår i släktet Bathytoma och familjen kägelsnäckor. Inga underarter finns listade i Catalogue of Life.